# العلاقات الكازاخستانية الناوروية
العلاقات الكازاخستانية الناوروية هي العلاقات الثنائية التي تجمع بين كازاخستان وناورو.

## مقارنة بين البلدين
هذه مقارنة عامة ومرجعية للدولتين:
| وجه المقارنة                                              | كازاخستان                      | ناورو                          |
| --------------------------------------------------------- | ------------------------------ | ------------------------------ |
| المساحة (كم2)                                             | 2.72 مليون                     | 21                             |
| عدد السكان (نسمة)                                         | 17.95 مليون                    | 10.08 ألف                      |
| الكثافة السكانية (ن./كم²)                                 | 6.6                            | 48.00 ألف                      |
| العاصمة                                                   | نور سلطان                      | ضاحية يارين                    |
| اللغة الرسمية                                             | اللغة القازاقية، اللغة الروسية | اللغة الناورونية، لغة إنجليزية |
| العملة                                                    | تينغ كازاخستاني                | دولار أسترالي                  |
| الناتج المحلي الإجمالي (بليون دولار)                      | 159.41 مليار                   | 113.88 مليون                   |
| الناتج المحلي الإجمالي (تعادل القوة الشرائية) بليون دولار | 439.39 مليار                   | 162.98 مليون                   |
| الناتج المحلي الإجمالي الاسمي للفرد دولار أمريكي          | 10.51 ألف                      | 9.83 ألف                       |
| الناتج المحلي الإجمالي للفرد دولار أمريكي                 | 24.23 ألف                      |                                |
| مؤشر التنمية البشرية                                      | 0.788                          |                                |
| رمز المكالمات الدولي                                      | +7                             | +674                           |
| رمز الإنترنت                                              | .kz، .қаз ‏                     | .nr                            |
| المنطقة الزمنية                                           | ت ع م+05:00، ت ع م+06:00       | ت ع م+12:00                    |

## منظمات دولية مشتركة
يشترك البلدان في عضوية مجموعة من المنظمات الدولية، منها:
| علم المنظمة | اسم المنظمة                   | تاريخ انضمام كازاخستان | تاريخ انضمام ناورو |
| ----------- | ----------------------------- | ---------------------- | ------------------ |
|             | يونسكو                        | 22 مايو 1992           | 17 أكتوبر 1996     |
|             | الاتحاد البريدي العالمي       | ?                      | ?                  |
|             | منظمة الشرطة الجنائية الدولية | ?                      | ?                  |
|             | الأمم المتحدة                 | 2 مارس 1992            | 14 سبتمبر 1999     |
|             | بنك التنمية الآسيوي           | 1994                   | 1991               |
|             | الاتحاد الدولي للاتصالات      | 23 فبراير 1993         | 10 يونيو 1969      |
|             | منظمة حظر الأسلحة الكيميائية  | ?                      | ?                  |

## وصلات خارجية
- موقع وزارة الخارجية الكازاخستانية